# Fosfa
Fosfa a.s. (do 5. června 2014 Fosfa akciová společnost) je chemický podnik sídlící v břeclavské čtvrti Poštorná. Společnost se zabývá především výrobou detergentů, kyseliny fosforečné a fosforečnanů. Generálním ředitelem je Ivan Baťka.

## Historie
Podnik v Poštorné byl vybudován v roce 1884 pražskou firmou Adolf Schram jako závod na výrobu kyseliny sírové a superfosfátu. Výraznou modernizací prošel podnik v 80. letech 20. století. V roce 1984 byla v podniku zahájena výroba krmného dikalciumfosfátu s roční produkční kapacitou 50 tisíc tun, kterou v roce 1986 doplnila výroba tripolyfosfátu sodného (30 tisíc tun za rok).